# Stranda
Stranda é um município da Noruega localizado no condado de Møre og Romsdal. Faz parte da região de Sunnmøre. O centro administrativo do município é a vila de Stranda. Stranda consiste em três aldeias menores e uma aldeia central maior. As aldeias menores são Hellesylt, Geiranger e Liabygda. A vila central, Stranda (mesmo nome do município), tem cerca de 2 600 habitantes. O município de Stranda é conhecido por atrações turísticas como Geirangerfjorden, Sunnylvsfjorden, e a área de esqui em Strandafjellet.         
O município de 866 quilômetros quadrados (334 sq mi) é o 134º maior em área entre os 356 municípios da Noruega. Stranda é o 194º município mais populoso da Noruega, com uma população de 4 421 habitantes. A densidade populacional do município é de 5,2 habitantes por quilômetro quadrado (13/sq mi) e sua população diminuiu 4,1% em relação ao período de 10 anos anterior.

## Informações gerais
A paróquia de Stranden foi estabelecida como município em 1 de janeiro de 1838 (ver lei formannskapsdistrikt). Em 1 de janeiro de 1892, o distrito norte do município (população: 850) foi separado para formar o novo município de Stordal. Isso deixou Stranda com 1 459 moradores. A grafia foi alterada para Stranda em 1918. Durante a década de 1960, houve muitas fusões municipais em toda a Noruega devido ao trabalho do Comitê Schei. Em 1 de janeiro de 1965, o município de Sunnylven (população: 1 221) foi fundido em Stranda, formando um novo e maior município de Stranda.

### Nome
O município (originalmente a freguesia) é nomeado Stranda (em nórdico antigo:  Strǫnd) após uma parte da área da praia ao longo do Storfjorden. O nome vem da palavra strǫnd, que significa "praia" ou "corda".  Historicamente, o nome do município foi escrito Stranden. Em 3 de novembro de 1917, uma resolução real mudou a grafia do nome do município para Stranda.

### Brasão
O brasão de armas foi concedido em 2 de maio de 1986. O blazon oficial é "Ou, duas pilhas azure issuant de dexter e sinistro" (norueguês: På gull grunn to spisse blå flankar). Isso significa que os braços têm um campo (fundo) tem uma tintura de Or o que significa que é comumente colorido amarelo, mas se for feito de metal, então o ouro é usado. A carga é de duas pilhas azuis (triângulos) que se estendem dos lados esquerdo e direito, mas não se encontram bem no meio. As cores e o design foram escolhidos para simbolizar os fiordes e montanhas que pairam sobre a praia, já que o fiorde é uma característica central do município para transporte, produção e turismo. Os braços foram desenhados por Jarle Skuseth após uma proposta de Tor Torheim. A bandeira municipal tem o mesmo desenho do brasão.

### Igrejas
A Igreja da Noruega tem quatro paróquias (sokn) dentro do município de Stranda. Faz parte do Austre Sunnmøre prosti (decano) na Diocese de Møre.
| Freguesia (sokn) | Nome da igreja     | Localização da igreja | Ano de construção |
| ---------------- | ------------------ | --------------------- | ----------------- |
| Stranda          | Igreja de Stranda  | Stranda               | 1838              |
| Liabygda         | Igreja de Liabygda | Liabygda              | 1917              |
| Sunnylven        | Igreja Sunnylven   | Hellesylt             | 1859              |
| Geiranger        | Igreja Geiranger   | Geiranger             | 1842              |